# Copán (departement)

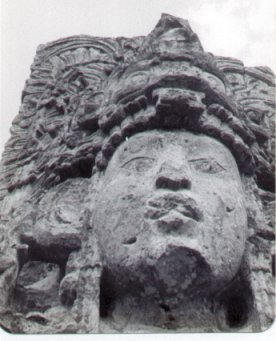
Beeld van Maya-koning Uaxaclajuun Ub'aah K'awiil

Copán is een departement van Honduras, gelegen in het westen van het land. De hoofdstad is Santa Rosa de Copán.
Het departement bestrijkt een oppervlakte van 3242 km² en heeft 388.810 inwoners (2016).
Het departement is genoemd naar de Mayastad Copán.

## Gemeenten
Het departement is ingedeeld in 23 gemeenten:
- Cabañas
- Concepción
- Copán Ruinas
- Corquín
- Cucuyagua
- Dolores
- Dulce Nombre
- El Paraíso
- Florida
- La Jigua
- La Unión
- Nueva Arcadia
- San Agustín
- San Antonio
- San Jerónimo
- San José
- San Juan de Opoa
- San Nicolás
- San Pedro
- Santa Rita
- Santa Rosa de Copán
- Trinidad de Copán
- Veracruz

Atlántida · Choluteca · Colón · Comayagua · Copán · Cortés · El Paraíso · Francisco Morazán · Gracias a Dios · Intibucá · Islas de la Bahía · La Paz · Lempira · Ocotepeque · Olancho · Santa Bárbara · Valle · Yoro